# Megàpode de les Vanuatu
El megàpode de les Vanuatu (Megapodius layardi) és una espècie d'ocell de la família dels megapòdids (Megapodiidae) que viu al sotabosc de les terres baixes de les illes Vanuatu.